# Astragalus aaronii
Astragalus aaronii, Višegodišnja biljka bez stabljike iz polupustinjskih staništa južnog Jordana, na planini Edom, endem. Pripada porodici mahunarki. 
Listovi su perasti, liske zaobljene ili čak urezane. Cvjetovi žuti, prilično veliki, skriveni unutar lišća.

## Sinonimi
- Astragalus aaronsohnianus subsp. aaronii Eig; Syst. Stud. Astrag. Near East. 68 (1955)